# Marine One

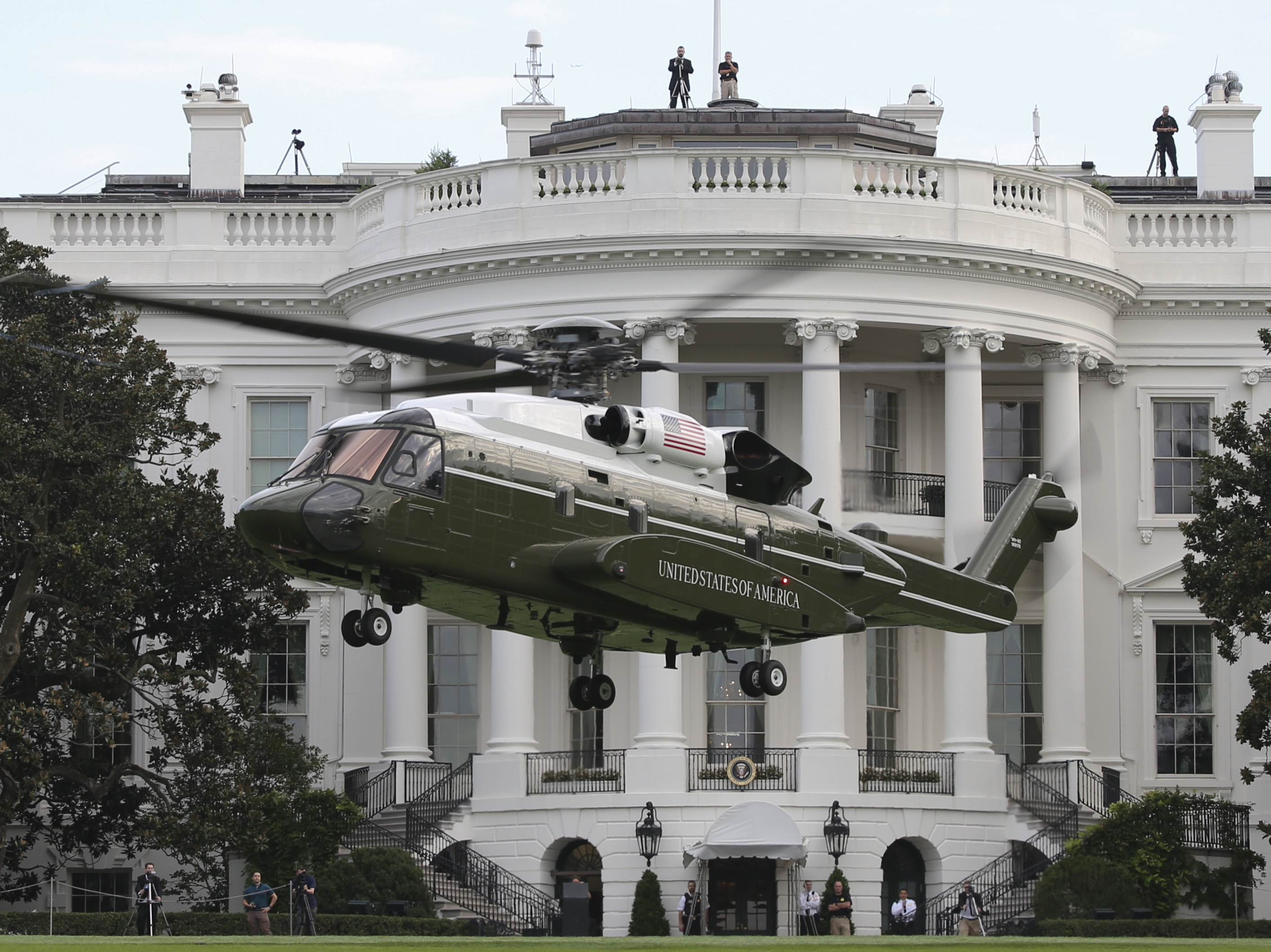
O Sikorsky VH-92, ainda em desenvolvimento, deverá substituir o VH-3D e se tornar o novo helicóptero pessoal do presidente.

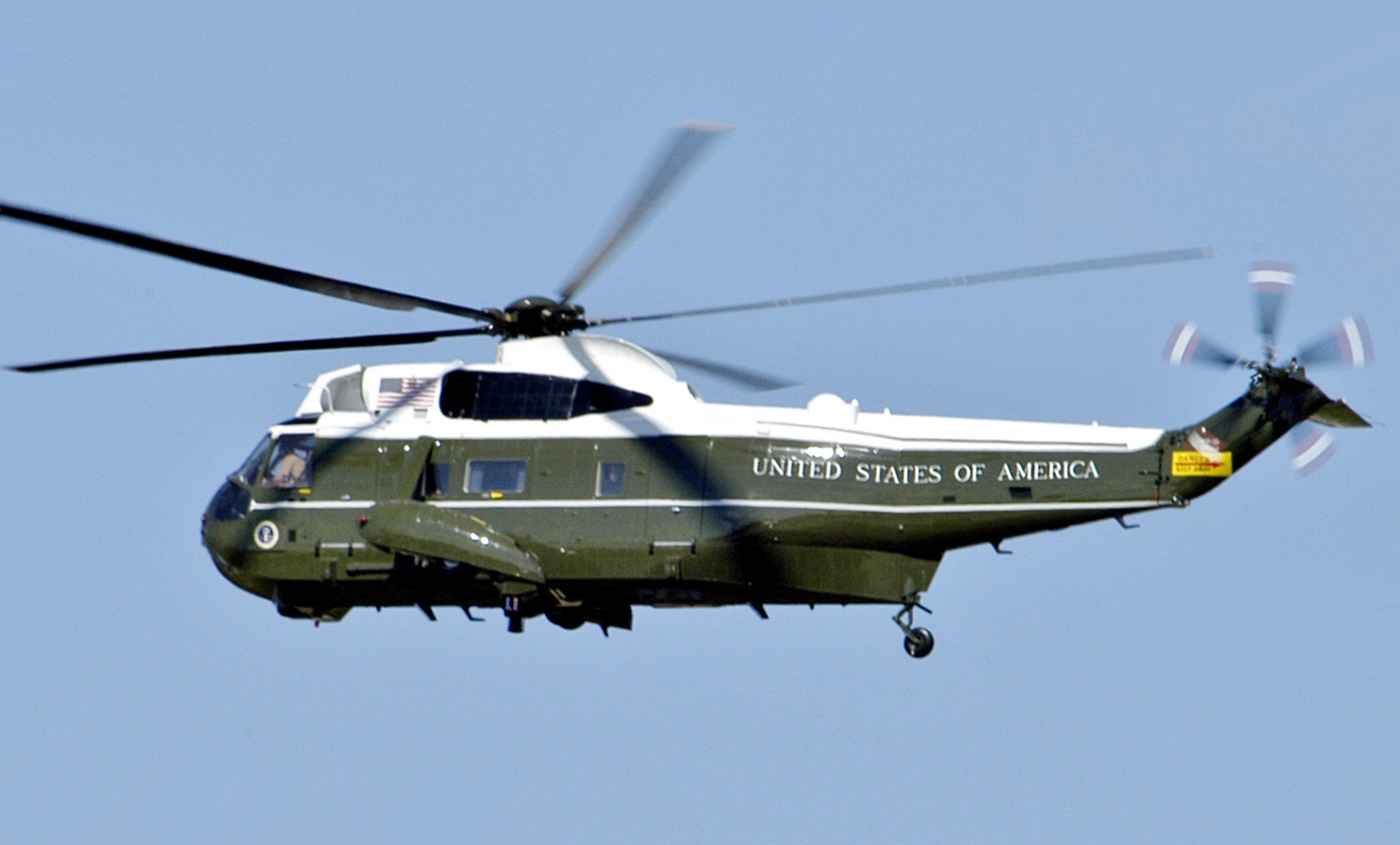
O Marine One, modelo VH-3D. As variantes do Sea King são utilizadas pelos presidentes americanos desde a década de 1960.

O Marine One é o prefixo de chamada (call sign) do helicóptero oficial que carrega o Presidente dos Estados Unidos. Tais helicópteros são administrados pelo esquadrão HMX-1 do Corpo de Fuzileiros Navais. As aeronaves utilizadas são os modelos VH-3D Sea King ou o menor VH-60N "WhiteHawk". O helicóptero que carrega o Vice-presidente é chamado Marine Two.
O primeiro presidente a viajar num helicóptero foi Dwight D. Eisenhower, em 1957, abordo de um Bell UH-13J Sioux. O presidente americano queria um modo prático de viajar a curta distância entre sua residência de verão na Pensilvânia e a Casa Branca, já que o uso do Força Aérea Um nessa situação não era adequado. Eisenhower então ordenou que sua equipe trabalhasse em encontrar um helicóptero para o presidente usar com mais frequência, com o Sikorsky H-34 sendo encomendado em 1958. Três anos mais tarde, o VH-3A foi comissionado para este serviço. Nos anos seguintes, novos modelos baseados no Sikorsky SH-3 foram introduzidos, como o VH-3D (1978) e o VH-60N (1987). O mesmo modelo de helicóptero permaneceu em serviço nas próximas décadas, recebendo atualizações periódicas em aviónicos e segurança, até ser aposentado no começo da década de 2020.
Após os atentados de 11 de setembro de 2001, o governo dos Estados Unidos decidiu que era necessário um novo helicóptero para servir o presidente, que tivesse atualizações significativas em seus sistemas de comunicação, transporte e segurança. Mas as limitações de peso impediram as mudanças. Posteriormente, a Lockheed Martin e a AgustaWestland ofereceram ao governo o modelo AgustaWestland AW101, enquanto a Sikorsky Aircraft propôs uma versão do S-92. A Lockheed ganhou a contenda, propondo o VH-71 Kestrel, mas o custo excessivo do programa (US$ 6,1 bilhões de dólares, ou US$ 400 milhões por aeronave) acabou forçando a marinha a cancelar o contrato em 2009. Por fim, após muito debate orçamentário e de funcionalidade, a Sikorsky e a Lockheed Martin decidiram se unir e utilizaram o modelo S-92 como base. Em 2014, o contrato foi finalmente firmado, com o modelo escolhido recebendo o nome de VH-92. O acordo era de 21 aeronaves para serem entregues, com a primeira sendo colocada a serviço do presidente em 2023.

## Galeria

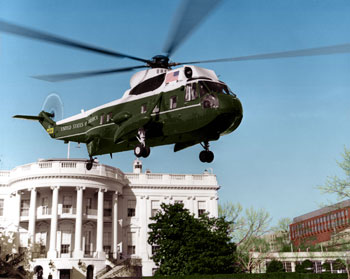
Um Marine One modelo VH-3D Sea King deixando a Casa Branca, a residência oficial do Presidente.
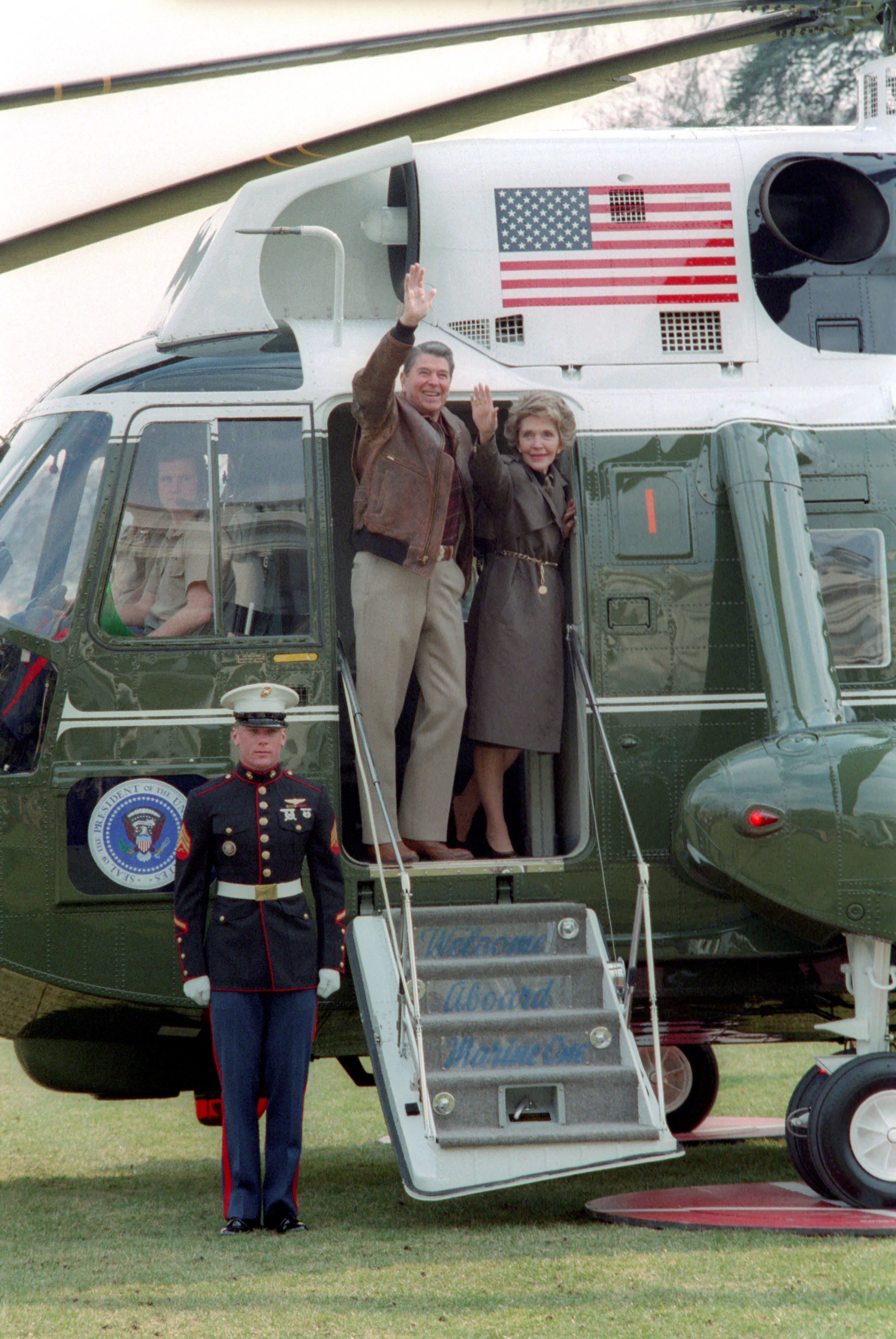
O então presidente Ronald Reagan e sua esposa, Nancy Reagan, embarcando no Marine One em 1987.
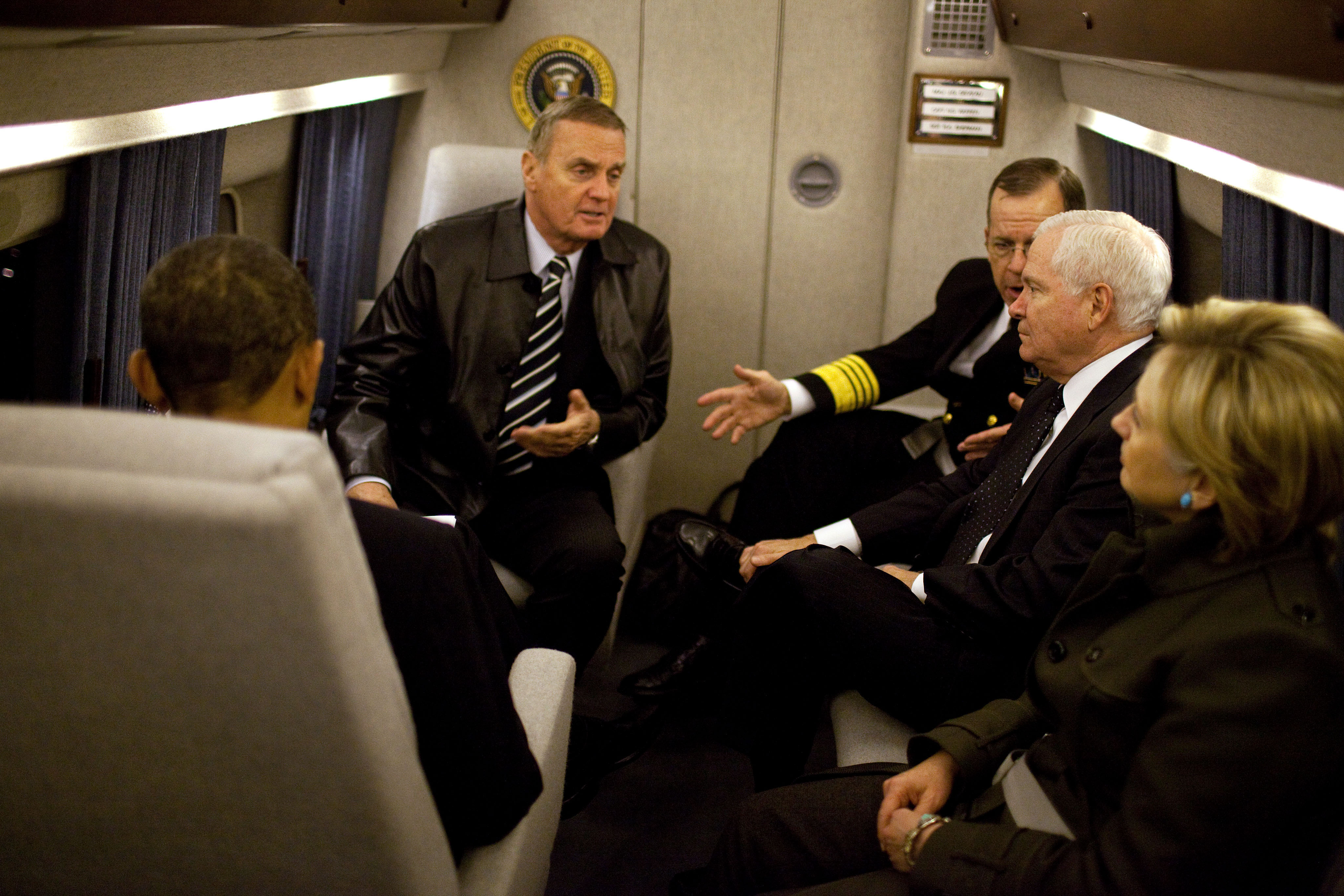
O presidente dos Estados Unidos, Barack Obama, e sua equipe abordo do Marine One.
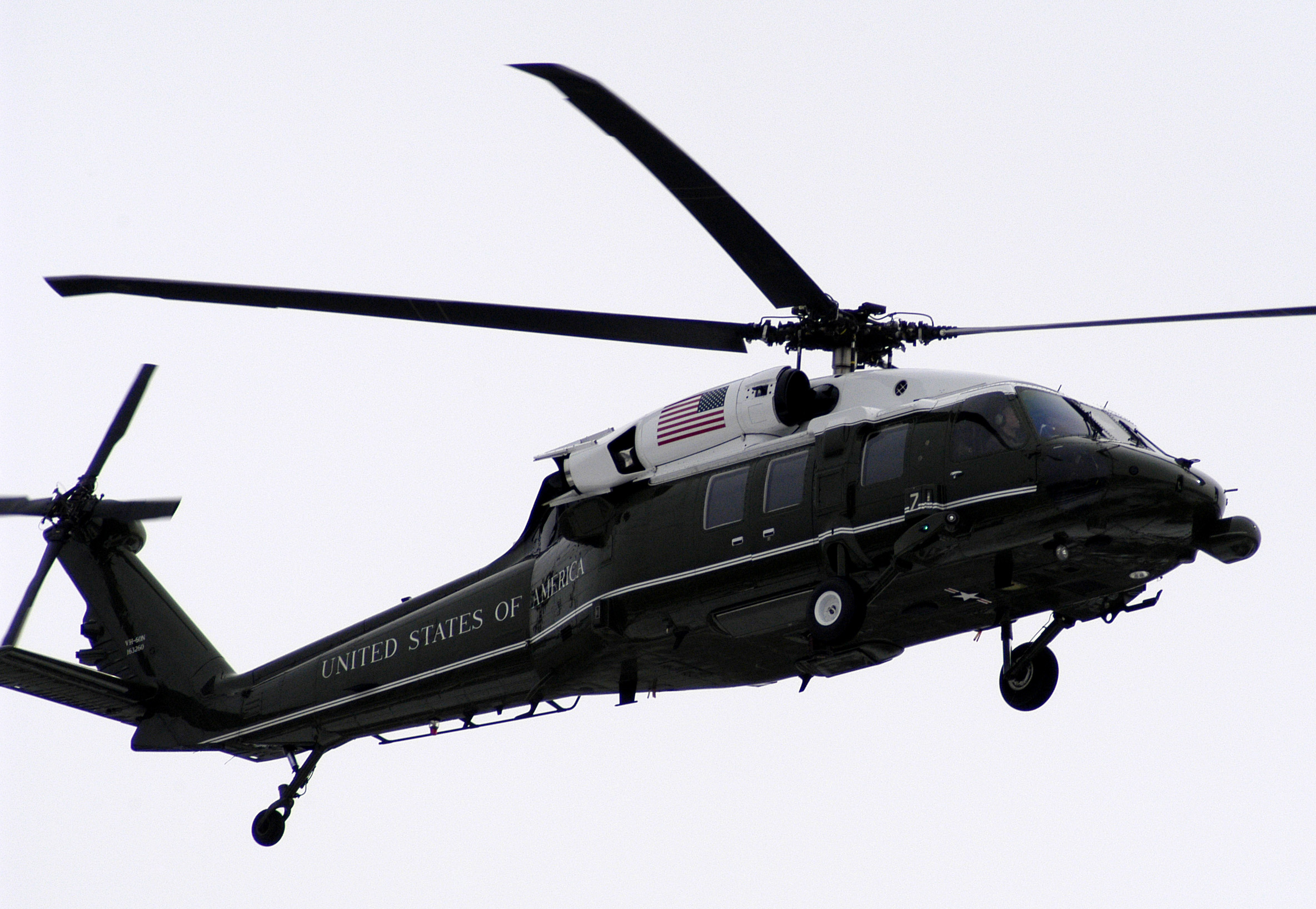
Um VH-60N sobrevoando Washington, DC.